# Partit Popular Polonès-Wyzwolenie
El Partit Popular Polonès-Wyzwolenie (polonès Polskie Stronnictwo Ludowe "Wyzwolenie") fou un partit polític polonès fundat el 1915 de la unió de diversos partits agraris de l'antic Regne de Polònia. En comparació amb el seu homòleg, Partit Popular Polonès-Piast era considerat d'esquerres, i sovint actuà com a aliat del Partit Socialista Polonès. El terme Wyzwolenie vol dir en polonès Alliberament. Entre els seus principals dirigents hi hagué Gabriel Narutowicz, Stanisław Thugutt, Tomasz Nocznicki i Maksymilian Malinowski.
El PSL-W d'antuvi donà suport el cop d'estat de maig de 1926 de Józef Piłsudski i el Sanacja, però aviat se'n distancià i es presentà a les eleccions parlamentàries poloneses de 1930 com a part de la coalició Centrolew. El 1931, juntament amb el Partit Popular Polonès-Piast (Polskie Stronnictwo Ludowa Piast), i el Partit Camperol (Stronnictwo Chłopskie, SCH) va fundar el Partit Popular.

## Resultats electorals

### Sejm
| Any  | Vots              | %                 | Escons   | +/- |
| ---- | ----------------- | ----------------- | -------- | --- |
| 1919 | 839,914           | 15.05 (#2)        | 59 / 394 | Nou |
| 1922 | 963,385           | 10.99 (#4)        | 49 / 444 | 10  |
| 1928 | 834,710           | 7.27 (#5)         | 40 / 444 | 9   |
| 1930 | Dins de Centrolew | Dins de Centrolew | 15 / 444 | 25  |

### Senat
| Any  | Vots                                                             | %                                                                | Escons                                                           | +/-                                                              |
| ---- | ---------------------------------------------------------------- | ---------------------------------------------------------------- | ---------------------------------------------------------------- | ---------------------------------------------------------------- |
| 1922 | 529,675                                                          | 9.43 (#4)                                                        | 8 / 111                                                          | Nou                                                              |
| 1928 | 391,918                                                          | 6.13 (#6)                                                        | 7 / 111                                                          | 1                                                                |
| 1930 | Dins la coalició Centrolew, que va obtenir 13 senadors en total. | Dins la coalició Centrolew, que va obtenir 13 senadors en total. | Dins la coalició Centrolew, que va obtenir 13 senadors en total. | Dins la coalició Centrolew, que va obtenir 13 senadors en total. |